# Henry Leavenworth
Henry Leavenworth, född 10 december 1783 i New Haven, Connecticut, död 21 juli 1834 i dåvarande Indianterritoriet, var en amerikansk arméofficer vilken deltog i 1812 års krig och i militära expeditioner mot prärieindianerna.   

## Karriär
Efter att ha utbildat sig och börjat praktisera som advokat i delstaten New York blev Henry Leavenworth på våren 1812 direktutnämnd till kapten vid ett nyuppsatt reguljärt infanteriregemente. Innan hösten var han befordrad till major. Under 1812 års krig sårades han i slaget vid Niagara 1814 vid dagens Niagara Falls, Ontario. För sina förtjänster kriget utnämndes han till överste "i armén" 1814. Efter kriget valdes han till ledamot av staten New Yorks lagstiftande församling och blev senare utmämnd till indianagent i Prairie du Chien. Han befordrades 1818 till överstelöjtnant på aktiv stat och blev överste 1825. Han hade då redan blivit utnämnd till brigadgeneral "i armén" 1824, som belöning för att han troget hade tjänstgjort i samma grad under tio år.

## Verksamhet
År 1819 började under hans ledning vad som skulle bli Fort Snelling att uppföras. Leavenworth var chef för de amerikanska trupperna under Arikarakriget, som anses vara det första amerikanska kriget mot prärieindianerna. Under sin tjänstgöring på Great Plains ansvarade han för uppförandet av flera militära etablissemang. Ett av dessa var Fort Leavenworth, som uppkallades efter honom. 1834 ledde han den stora dragonexpeditionen över den sydvästra prärien. Dess mål var att påbörja formella relationer mellan Förenta Staterna och comancher, kiowa och wichita. Det var under denna expedition han dog efter att ha skadat sig vid ett fall från en häst under en buffeljakt.

## Eftermäle
Leavenworth och Leavenworth County, Kansas är uppkallade efter Henry Leavenworth.